# Talica
Talica (ros. Талица) – miasto w Rosji. Centrum administracyjne rejonu talickiego w obwodzie swierdłowskim.
Położone na prawym brzegu Pyszmy, 219 km na wschód od Jekaterynburga.
W mieście znajduje się zarząd Parku Narodowego „Pripyszminskije bory”.

## Historia
Powstało w 1732 roku jako osiedle na trakcie syberyjskim, przy ujściu Talicy do Pyszmy. W 1885 uruchomiono stację kolejową. Prawa miejskie od 1942 roku. Liczba mieszkańców w 2007 roku – 18,7 tys.